# Николаевский район (Таганрогский округ)
Николаевский район — административно-территориальная единица, существовавшая в РСФСР в 1923—1929 годах.
Административный центр — село Николаевка.

## История
В январе-феврале 1923 года Николаевский район входил в Таганрогский округ Донецкой губернии Украины.
2 июня 1924 года Таганрогский округ отошёл к Юго-Восточной области РСФСР.
В 1929 году Таганрогский и Донской округа были объединены в один Донской: при этом Николаевский район уже бывшего Таганрогского округа был переименован в Таганрогский район и включен в Донской округ.
30 июля 1930 Донской округ, как и большинство остальных округов СССР, был упразднён. Его районы отошли в прямое подчинение Северо-Кавказского края.

## Интересный факт
После образования в 1937 году Ростовской области 13 сентября 1937 года был создан Николаевский район Ростовской области (другой) (с центром в станице Николаевская), упразднённый в 1956 году, территория которого вошла в Константиновский район Ростовской области.